# Нарбекова, Ольга Павловна
Ольга Павловна Нарбекова (31 мая 1876 — 14 февраля 1933) — советская актриса театра и кино.

## Биография
Родилась 31 мая 1876 года.
В 1900 году, после окончания училища Московской филармонии, Нарбекова стала играть в театрах Ярославля и Херсона, после чего стала актрисой мейерхольдовского Товарищества новой драмы, где в 1906 – 1907 гг. встретилась с А. Я. Закушняком. С 1907 года по 1910 год вместе с ним служила в Драматическом театре В. Ф. Комиссаржевской, после чего их творческие пути разошлись. 
Дальше Нарбекова играла в московских театрах Незлобина и Корша. В 1918 – 1923 гг. вновь объединилась с А. Я. Закушняком для совместных выступлений в Москве — в Новом театре (Театр-студия ХПСРО), Театре РСФСР 1-м, Первом детском, передвижном театре «Петрушка». Также помогала ему в подготовке литературных композиций по повести В. Г. Короленко «Без языка» и рассказу А. П. Чехова «Душечка». В последние годы жизни оставалась в Москве, где продолжала свою театральную деятельность. Служила в Замосковорецком и Вольном театрах, в Театре МГСПС и на периферии. Снялась в трёх кинематографических фильмах, так как в основном больше времени уделяла театральным работам.
Ушла из жизни 14 февраля 1933 года в возрасте 56 лет.

## Фильмография
- 1918 — Девьи горы — участие
- 1924 — Банда батьки Кныша — мать
- 1927 — Бабы рязанские — Матвеевна